# Seulo
Seulo ist eine italienische Gemeinde (comune) mit 774 Einwohnern (Stand 31. Dezember 2023) in der Provinz Nuoro auf Sardinien. Die Gemeinde liegt etwa 74 Kilometer nordnordöstlich von Cagliari am Parco Nazionale del Golfo di Orosei e del Gennargentu und am Parco Geominerario Storico ed Ambientale della Sardegna und grenzt unmittelbar an die Metropolitanstadt Cagliari. Die nordwestliche Gemeindegrenze bildet der Flumendosa.
Die Gemeinde gehörte vor 2016 zur Provinz Cagliari, anschließend zur Provinz Sud Sardegna und wechselte im Rahmen einer Gebietsreform 2021 zur Provinz Nuoro.

## Blaue Zone
Seulo ist eine Blaue Zone, ein Hotspot der Langlebigkeit, wo ein erheblicher Anteil der Bevölkerung sehr alt ist. 2016 waren 20 der 900 Einwohner über hundert Jahre alt.